# Исманов, Хусаин
Хусаин Исманов (24.01.1924 — 28.09.1956) — наводчик 76-мм орудия 86-го отдельного гвардейского истребительно-противотанкового дивизиона (82-я гвардейская стрелковая дивизия, 8-я гвардейская армия, 1-й Белорусский фронт), участник Великой Отечественной войны, кавалер ордена Славы трёх степеней.

## Биография
Родился 24 января 1924 года в селе Орок, ныне Сокулукского района Чуйской области Кыргызстана, в семье крестьянина. Киргиз.
Окончил 7 классов. Работал секретарём сельсовета колхоза «Джал» в Аламудунском районе Чуйской области Киргизии.
В январе 1943 года призван в Красную армию Аламединским военкоматом. В запасном полку получил специальность наводчика орудия. С октября 1943 года участвовал в боях в составе 82-й гвардейской стрелковой дивизии. Участвовал в изгнании фашистов с Украины, форсировал Вислу, вёл бои на Магнушевском плацдарме, освобождал Варшаву, штурмовал Берлин. Член ВКП(б)/КПСС с 1944 года.
18 августа — 10 сентября 1944 года в 5 км южнее города Магнушев (Польша) при прорыве обороны противника и удержании плацдарма на левом берегу реки Висла гвардии сержант Исманов в составе своего расчёта отразил 4 контратаки танков и пехоты противника, подбил 2 танка, бронетранспортёр, подавив 3 пулемёта, противотанковое орудие и поразил более 10 гитлеровцев. Приказом от 3 ноября 1944 года гвардии сержант Исманов Хусаин награждён орденом Славы 3-й степени (№ 173940).
14 января 1945 года в боях по прорыву глубоко эшелонированной обороны противника в районе Магнушевского плацдарма гвардии сержант Исманов, находясь впереди боевых порядков пехоты, в период интенсивной артподготовки и преследования противника, уничтожил огнём своего орудия 2 ДОТа, блиндаж и до 15 гитлеровцев. Приказом от 4 марта 1945 года гвардии сержант Исманов Хусаин награждён орденом Славы 2-й степени (№ 23994).
21-22 февраля 1945 года при штурме города Познань (Польша) гвардии сержант Исманов с расчётом шёл вместе с атакующими, поддерживая огнём пехоту. В этих боях уничтожил 3 пулемётные точки, разбил 2 блиндажа и истребил до 15 гитлеровцев. Был представлен к награждению орденом Славы 1-й степени.
В последних боях заслужил ещё одну награду — орден Красной Звезды.
Указом Президиума Верховного Совета СССР от 31 мая 1945 года за образцовое выполнение заданий командования в боях с немецко-фашистскими захватчиками гвардии сержант Исманов Хусаин награждён орденом Славы 1-й степени (№ 839), тем самым став полным кавалером ордена Славы.
В 1947 году был демобилизован. Вернулся на родину. Жил в городе Талас. Работал в органах КГБ.
28 сентября 1956 года лейтенант Исманов погиб при исполнении служебных обязанностей.

## Награды
- орден Красной Звезды (03.05.1945)[3]
- Полный кавалер ордена Славы:
  - орден Славы I степени (31.03.1956) № 839[4];
  - орден Славы II степени (06.03.1945)№ 23994[5];
  - орден Славы III степени (19.03.1944)№ 173940[6];
- медали, в том числе:
  - «За освобождение Варшавы» (9.6.1945)[7]
  - «За победу над Германией» (9 мая 1945[8])[9]
  - «За взятие Берлина» (9.5.1945)

Польская медаль:
- Медаль «За Варшаву 1939—1945».

## Память
- Имя занесено на мемориальную доску на площади Победы в Бишкеке[1].
- Его именем названа улица в селе Кашка-Баш, где он вырос.
- Имя увековечено в Главном храме Вооружённых сил России, и навсегда запечатлено на мемориале «Дорога памяти».
- На могиле установлен надгробный памятник.